# كورنيليا فورت
كورنيليا فورت (بالإنجليزية: Cornelia Fort)‏ هي طيارة أمريكية، ولدت في 5 فبراير 1919 في ناشفيل في الولايات المتحدة، وتوفيت في 21 مارس 1943 في ميريكل في الولايات المتحدة.